# Partia Rosyjskich Wyzwolicieli – Rosyjski Ruch Narodowosocjalistyczny
Partia Rosyjskich Wyzwolicieli – Rosyjski Ruch Narodowosocjalistyczny (ros. Партия российских освобожденцев – Российское национал-социалистическое движение) – emigracyjne rosyjskie ugrupowanie polityczne o charakterze faszystowskim działające w latach 30. w III Rzeszy
Po rozwiązaniu przez gestapo, pod koniec września 1933 roku, Rosyjskiego Wyzwoleńczego Ruchu Narodowego (ROND) jego przywódca, książę Pawieł Bermondt-Awałow, utworzył Partię Rosyjskich Wyzwolicieli – Rosyjski Ruch Narodowo-Socjalistyczny (PRO–RNSD), który kontynuował faszystowskie idee głoszone wcześniej przez ROND. Nowe ugrupowanie, używające również nazwy Centralna Organizacja Rosyjskich Nacjonalistów, znajdowało się jednak pod całkowitym nadzorem Gestapo. Było ono zorganizowane w sposób wojskowy, ze sztabem głównym na czele z siedzibą w Berlinie. Istniały oddziały terenowe na terytorium III Rzeszy. Przeciwko powstaniu PRO-RNSD protestował niemiecki Antykomintern. Wiosną 1934 roku został ogłoszony program partii „Ideologiczne podstawy ruchu”. W tym samym czasie wybuchły konflikty wewnątrzpartyjne. Część czołowych działaczy, jak Aleksandr W. Meller-Zakomelski, W.D. Gołowaczow, A.A. Awerkijew, G.M. Waganow, czy N. Kastiel, w otwartym piśmie ogłosiła wystąpienie z ugrupowania z powodu „odejścia P.R. Bermondta-Awałowa od generalnej linii partii, utraty narodowo-socjalistycznego kierunku i otoczenia się ludźmi, którym nie można ufać”. Wkrótce potem doszło do kolejnego konfliktu pomiędzy P.R. Bermondtem-Awałowem i szefem sztabu PRO–RNSD kapitanem armii niemieckiej Fritzem Mollenhoffem, który powoływał się na bliskie znajomości z przywódcami NSDAP, obiecując bezpodstawnie wsparcie finansowe od nazistów. W rezultacie F. Mollenhoff w czerwcu 1934 roku złożył donos na gestapo na Bermondta-Awałowa, ale ostatecznie do aresztowania nie doszło. Fritza Mollenhoffa poparła większość członków sztabu głównego i oddziału partii Berlin-Brandenburg. W tej sytuacji Bermondt-Awałow ogłosił rozwiązanie kierowanego przez siebie ugrupowania.